# 南部町営西伯カントリーパーク野球場
南部町営西伯カントリーパーク野球場（なんぶちょうえい・さいはく・カントリーパーク・やきゅうじょう）は、鳥取県南部町にある野球場。施設は南部町が所有し、株式会社TKSS（鳥取県健康スポーツ支援センター）が指定管理者として運営管理を行っている。

## 歴史
西伯町（当時）の総合スポーツ公園西伯カントリーパークの各種運動施設の先駆けとして、1987年にオープンした。ここ数年でグラウンドがなかり整備された上、ラバーフェンスも設置され、町営球場ながら2003年以降は高校野球公式戦にも使用され、2004年からは中国大会も開催されるようになった。また、2005年の天皇賜杯全日本軟式野球大会でも会場となった。

## 主なエピソード
- こけら落としの試合は、開場日の鳥取県高校野球西部地区春季リーグ戦、米子東高校対米子高校の試合だった。
- 1987年7月31日、さだまさしがコンサート（「ダ・さいはくまつり さだまさし一万人コンサート」）を行った。
- 2006年の春季中国地区高校野球大会で、直前の選抜大会に出場した関西高校のダース・ローマシュ匡は、右肩の故障のためベンチ入りできず、記録員として優勝を経験した。その初戦（対米子松蔭高校）の会場であった。

## 施設概要
- 両翼：92m、中堅：120m
- 内野：黒土真砂土混合、外野：天然芝
- スコアボード：パネル式
- 照明設備：10基
- 座席 内野：1,440人（ネット裏・一塁側：座席、三塁側：芝生席）

## 交通
- 米子駅からバス